# Bez dcerky neodejdu
Bez dcerky neodejdu (anglicky Not Without My Daughter) je původně kniha sepsána americkou občankou Betty Mahmoody na základě skutečných událostí. Příběh se týká jejího osudu po příjezdu do Íránu, který měl být původně pouhou návštěvou. Poté, co se její íránský muž rozhodl zůstat, stala se vězeňkyní a její dcera rukojmím. Příběh byl v roce 1991 zfilmován.

## Kniha

### Děj
Hlavní hrdinka, Betty Mahmoody ze státu Michigan, žije ve Spojených státech v manželství s lékařem íránského původu, Mahmúdím. Spolu mají pětiletou dceru Mahtob (což v perštině znamená měsíční svit).
Po islámské revoluci touží Mahmúdí po svém návratu do Íránu, jeho manželka je ale proti. Nakonec svolí k dvoutýdenní cestě do Teheránu za manželovou rodinou. V předvečer odjezdu zpět se ukáže, že se z manžela stal věznitel. Američanka se musí podřídit manželově naprosté vůli a muslimským zákonům, Mahtob nastupuje do školy. To vše na pozadí irácko-íránského konfliktu.
Betty s dcerou se nakonec po osmnácti měsících daří utéct z Íránu do Turecka, posléze do Spojených států.

### Česká vydání
Poprvé byla kniha v češtině vydána v roce 1992 nakladatelstvím Ikar (ISBN 80-7118-039-4). V roce 2002 vyšla v nakladatelství Alpress (ISBN 80-7218-667-1). Obě vydání vyšla v překladu Anny Thomasové.

## Film
Na námět knihy byl v roce 1991 ve Spojených státech a v Izraeli natočen stejnojmenný film. Hlavní role ztvárnili Sally Fieldová a Alfred Molina. Délka filmu je 115 minut.